# Fornicia surinamensis
Fornicia surinamensis är en stekelart som beskrevs av Muesebeck 1958. Fornicia surinamensis ingår i släktet Fornicia och familjen bracksteklar. Inga underarter finns listade i Catalogue of Life.